# Іль-де-Ре
Іль-де-Ре (фр. Île de Ré) — острів в Атлантичному океані, що належить Франції.
Знаходиться біля західного узбережжя Франції. Острів розташований у гирлі річки Шаранти. 2006 року на острові проживало близько 17 600 осіб. Найбільший населений пункт — Сент-Марі-де-Ре. Острів має розміри 30 км в довжину і 5 км в ширину. Площа приблизно 85 км². Це популярне місце у Франції для туристичних поїздок протягом літніх місяців. Острів сполучений з материком мостом завдовжки 2926,5 м. Міст було введено в експлуатацію 19 травня 1988 року.

## Адміністративний поділ
Острів входить до департаменту Приморська Шаранта, до складу округу Ла-Рошель та розділений на два кантони: Арс-ан-Ре (західна частина) та Сен-Мартен-де-Ре (східна частина).

## Комуни
Арс-ан-Ре:
- Арс-ан-Ре — населення 1312 осіб
- Ла-Куард-сюр-Мер — населення 1231 осіб
- Ле-Порт-ан-Ре — населення 647 осіб
- Луа — населення 703 осіб
- Сен-Клеман-де-Бален — населення 726 осіб

Сен-Мартен-де-Ре:
- Ла-Флотт — населення 2907 осіб
- Ле-Буа-Плаж-ан-Ре — населення 2293 осіб
- Ривду-Плаж — населення 2197 осіб
- Сент-Марі-де-Ре — населення 3027 осіб
- Сен-Мартен-де-Ре — населення 2597 осіб

## Кліматичні умови

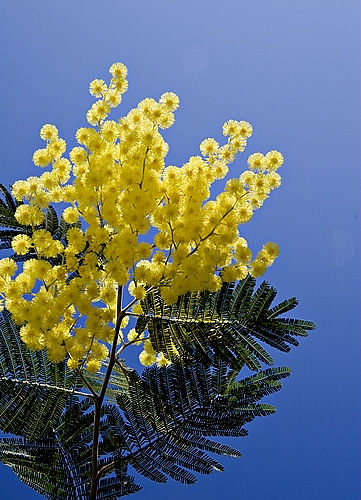
М'який клімат острова Ре: мімози в лютому.

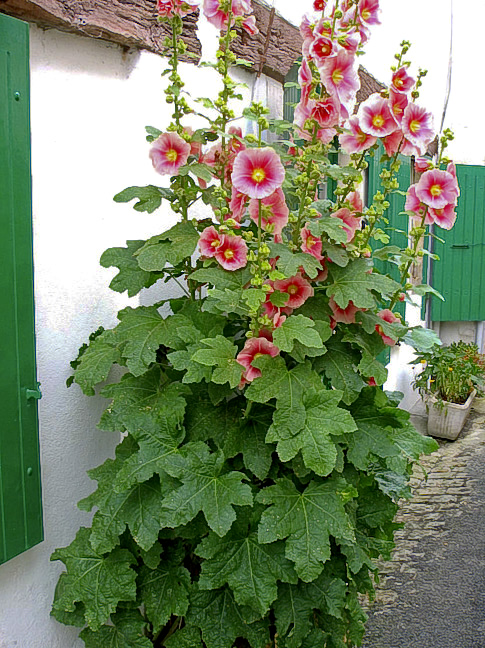
Провулок зі садовими рожами.

Клімат на острові доволі м'який, завдяки географічному положенню острови та теплій морській течії Гольфстрим. Сонячний час на острові становить приблизно 2 300 годин на рік, що трохи менше південно-східних районів Франції та острова Корсика. Але восени та взимку дуже багато опадів. Такі характеристики пояснюються тим фактом, що рельєфність на острові практично відсутня. Влітку спека пом'якшується близькістю моря. Зими на острові достатньо теплі, а сніг випадає дуже рідко.
Проте в історії метеорологічних спостережень острова Ре зафіксовано кілька аномальних фактів. 1606 року на острові була зафіксована надзвичайно холодна зима. За словами літописців «протока де Луа і затока Д'Арс були настільки схоплені морозом, що можна було вільно пересуватися льодом». Аналогічні аномалії відбувалися в 1890 і в 1891 році.

## Флора та фауна на острові

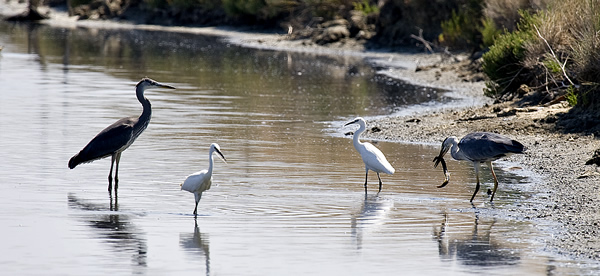
Звичайні чаплі та білі чаплі на болотах острова Ре

На півночі острова розташований природний заповідник Lilleau-des-Niges. Сюди щорічно прилітають десятки тисяч перелітних птахів (взимку-казарки та качки, навесні — синьошийки та крячки), а також галагаза, чепура та інші.
За декілька кілометрів звідти розташовані державні ліси Trousse-Chemise, Lizay, Combe-à-L'eau та Bois Henri IV, оточені пляжами та дюнами. Їхня флора типова для серединних дюн (льнянка, різноманітні трав'янисті рослини на пляжах). У підліску приморських сосен та кам'яних дубів приховані рослини, характерні для лісів та степів південного Середземномор'я.
На соляних розробках, розташованих на острові, за La Couarde, Loix та Ars-en-Ré , представлена відповідна болотна флора: солонець, кермек або  морська лаванда, гірчиця чорна (Brassica nigra).
1994 року був опублікований повний перелік унікальних рослин острова Ре (див. Література). На острові можна зустріти кілька рідкісних рослин, серед яких знаменитий ладанник волохатий (Cistus hirsutus = C. psilosepalus), а в лісах росте Trousse Chemise.

## Історія

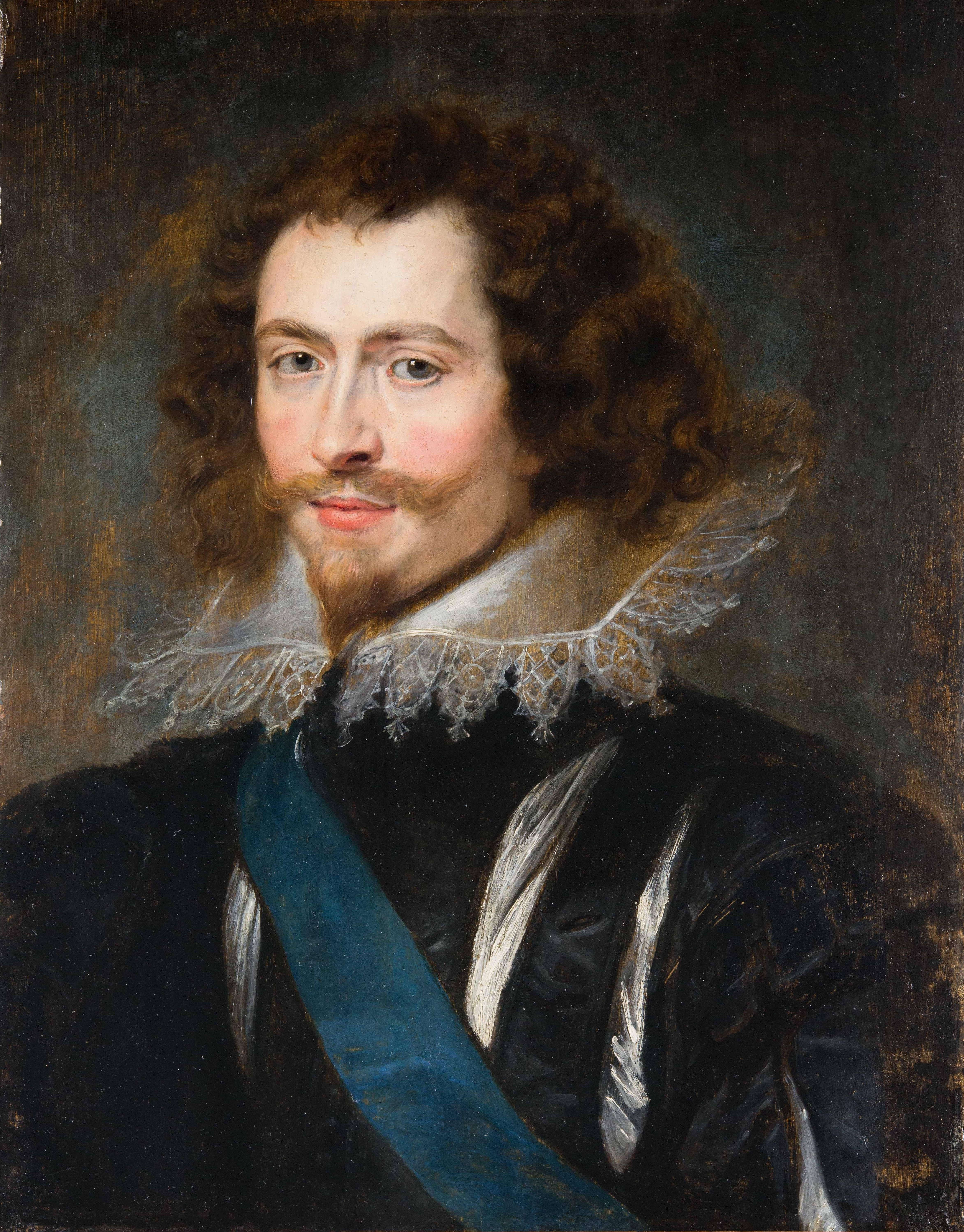
Нападник — Герцог Бакінгемський

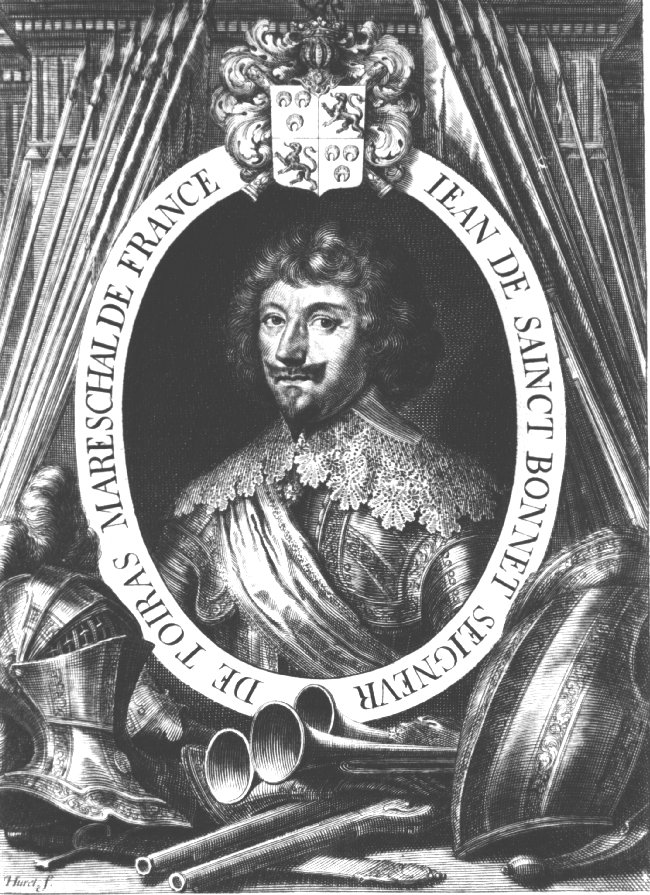
Захисник острова — Жан дю Кайлар де Сен-Бонне, маркіз Туара (1585–1636)

### Доісторичні часи
На думку істориків, острів ще за римських часів був частиною суходолу. Так грецький географ Клавдій Птолемей повідомляє про передгір'я в цьому краї, але не про острів. Сучасний острів Ре утворився з колишніх островів: Луа на Півночі, Арс-ан-Ре з Сен-Клеман-де-Бален та Ле-Порт-ан-Ре на заході, а також значно більші Ривду-Плаж, Сент-Марі, Ла-Флотт, Ле-Буа-Плаж, Сен-Мартен та Ла-Куард-сюр-Мер. Протягом століть седимет поєднав ці острови в єдиний острів.
У ранню кам'яну добу острів був незаселений. Перші поселення, за свідченням археологів, з'явилися у пізню кам'яну добу. Неподалік від Ле-Буа-ан-Ре було знайдено поховання того часу «Пе П'єру» (Peu Pierroux). Під час розкопок на північному узбережжі було знайдено знаряддя кам'яної, а також бронзової та залізної доби.

### Римський час
Перебування римлян на острові не залишило багато слідів. 1852 року в Ла-Флотт було знайдено римську вазу із зображенням бога вина Бахуса. У вазі знаходилося 800 золотих монет із зображеннями римських імператорів. Біля села Рулан було знайдено рештки римського храму Нептуна.

### Середньовіччя
У Середньовіччі острів належав до володінь герцогів Аквітанії. 700 року герцог Ед (Eudes) спорудив фортецю неподалік від Сент-Марі-де-Ре, а в самому поселенні — монастир. Сам герцог Ед був похований у Сен-Мартені. 1730 року в губернаторському будинку було знайдено корону з фрагментами черепа, що, можливо, належела герцогові Еду. Острів зазнав серйозних руйнувань під час Столітньої війни.

### Нова доба
З 1625 року островом правив маркіз де Туара після того, як відбив його у гугенотів. За його правління було споруджено Форт де ла Пре та фортецю в Сен-Мартен-де-Ре. У цей час острів перебував у стані війни з англійцями, якими командував герцог Бакінгемський. Маркіз Туара зміг організувати оборону, й за допомогою флоту Людовика XIII англійців було відбито. За заслуги перед Францією маркіз Туара одержав звання маршала. 1682 року на острові було споруджено перший маяк. 1696 року англійсько-нідерландський флот спробував ще раз захопити острів, проте фортечні гармати перешкодили висадці.
З кінця XIX століття й до 1946 року фортеця Сен-Мартена правила за в'язницю. Саме тут свого часу був ув'язнений Альфред Дрейфус, незаконно засуджений під час справи Дрейфуса. Згодом Дрейфуса перевели на Острів Диявола.
З 1940 року острів був окупований німецьким вермахтом. Свідченням цієї епохи є численні рештки німецьких бункерів на узбережжі.

## Економіка

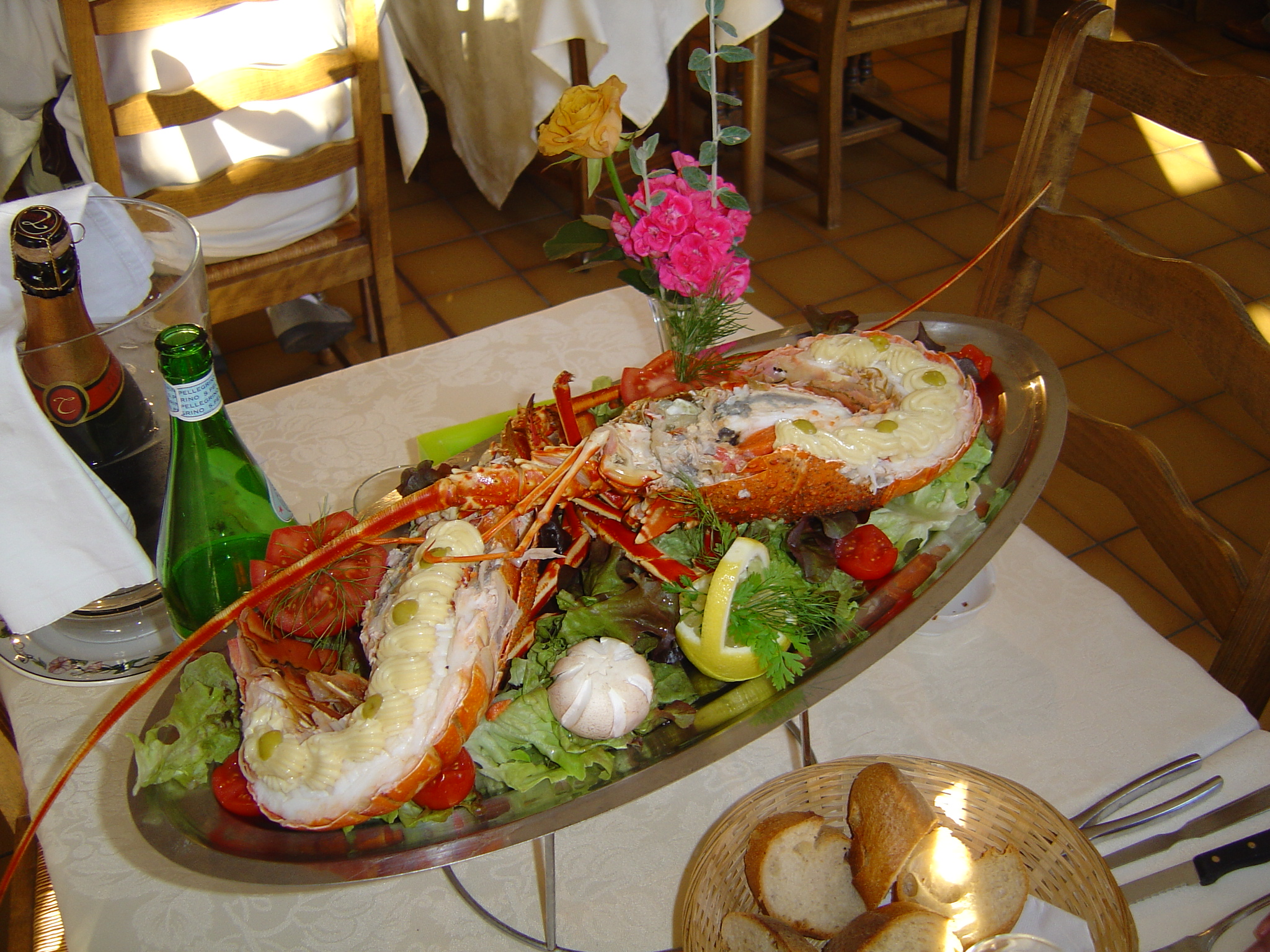
Традиційно приготовані лангусти

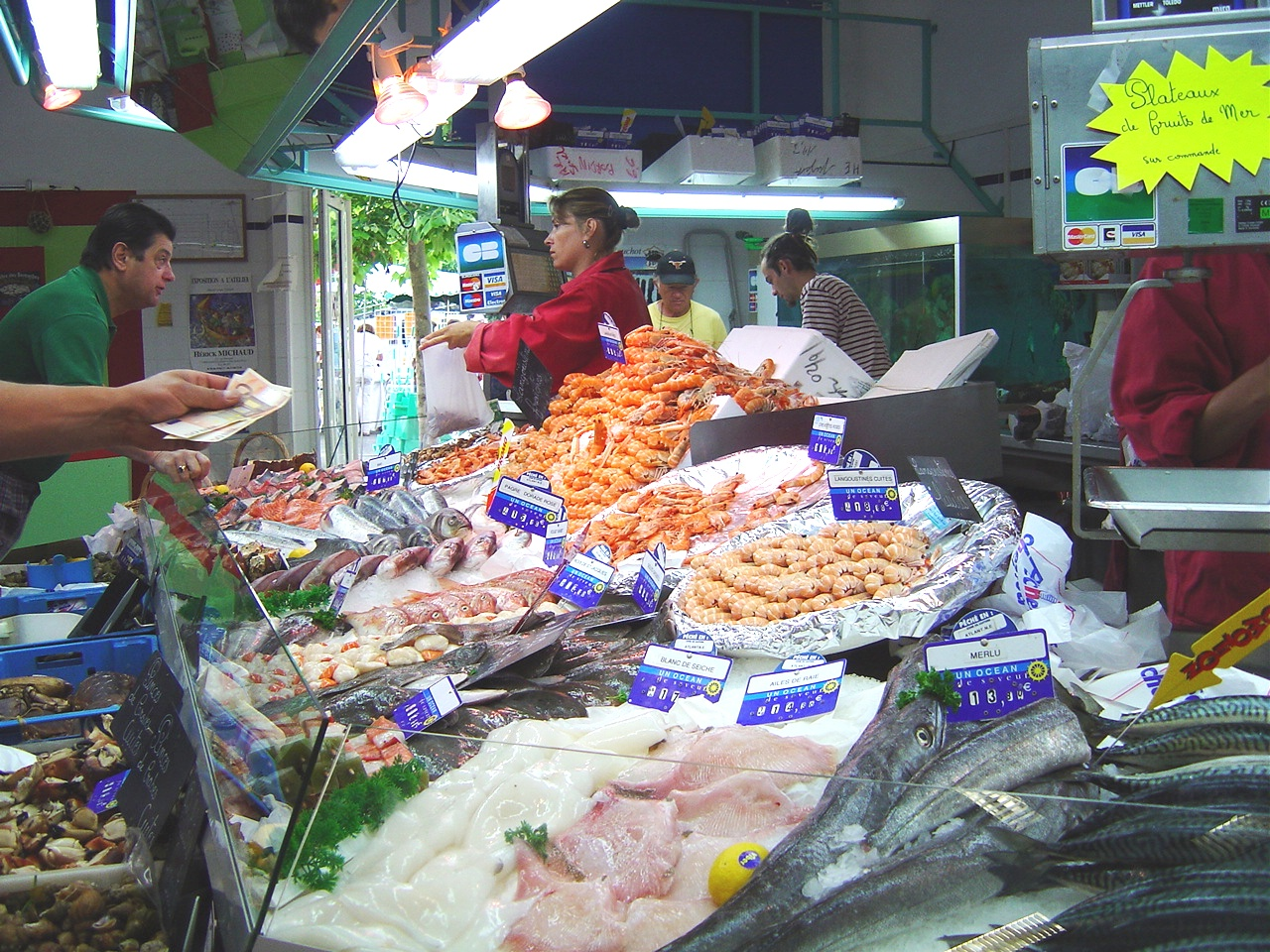
Продаж риби на Буа-ан-Плаж

### Вирощування устриць
Вирощування устриць та мушель займає значне місце в економіці острова. 1915 року для цих потреб використовували 115 гектарів площі, толі як зараз використовується близько 1000 гектарів. Найбільше розведенням устриць займаються на північному узбережжі острова — Pertuis Breton.

### Рибальство
Рибальство залишається одним з найголовніших занять на острові. Всі гавані розташовані на північному узбережжі Pertuis Breton. Рибалки продають свій улов на щоденних базарах і навіть безпосередньо на причалах з рибальських човнів.

### Сільське господарство
Сільським господарством на острові займаються переважно у східній частині, що має родючі ґрунти. На острові вирощують картоплю, овочі, виноград. ПІщані ґрунти уможливлюють культивування сортів картоплі, відсутніх у всіх інших регіонах Франції. Картопля острова Ре — єдина, що має так званий апеласьйон за зразком французьких вин.

### Сіль
Добування солі в соляних садках хоч і втратило своє значення порівняно з минулими часами, проте й досі залишається важливим заняттям на острові. Соляні садки займають близько 300 гектарів. Раніше для обробки соляних садків застосовували ослів, яким одягали картаті штанці для захисту від комах. Осел у штанцях і досі залишається символом острова. Про соляний промисел можна довідатися в екологічному музеї Маре Салан (Ecomusée des Marais Salants).

### Виноробство
Виноробством на острові займаються з X століття. Майже увесь південний бік острова був відведений під виноградники. Вже у XVIII столітті тут щороку виробляли від 20 000 до 40 000 бочок вина. У 1875–1880 роках, як і по всій Франції, виноградники острова Ре потерпали від філоксери. Зараз виноградники займають 650 гектарів. Тут вирощують такі сорти, як Совіньйон Блан (60 га), Коломбар (40 га), Шардоне (40 га), Каберне Совіньйон (160 га), Каберне Фран (160 га), Мерло (165 га) та Треб'яно (35 га).
Виробляються білі, червоні й рожеві місцеві вина, що продаються під маркою Vin de Pays Charentais Île de Ré. Окрім того виробляють типове для регіону вино сорту піно, що продається під назвою Ilrhea. Оскільки острів Ре розташований на північно-західному краю району Коньяк, тут виробляють місцевий коньяк під назвою «Le Gouverneur».

### Туризм
Щороку на острові зупиняються близько 200 000 туристів, яких приваблює сонячна погода (2800 годин в рік), зручні пляжі, тепла вода, за рахунок Гольфстриму; На острові облаштовано 100 км велосипедних доріжок. Деякі райони острова (заповідні зони, болота) можна відвідати лише на велосипеді або пішки. На північ від Арс-ан-Ре облаштовано великий пташиний заповідник Réserve naturelle de Lilleau des Niges.

## Культура та мистецтво

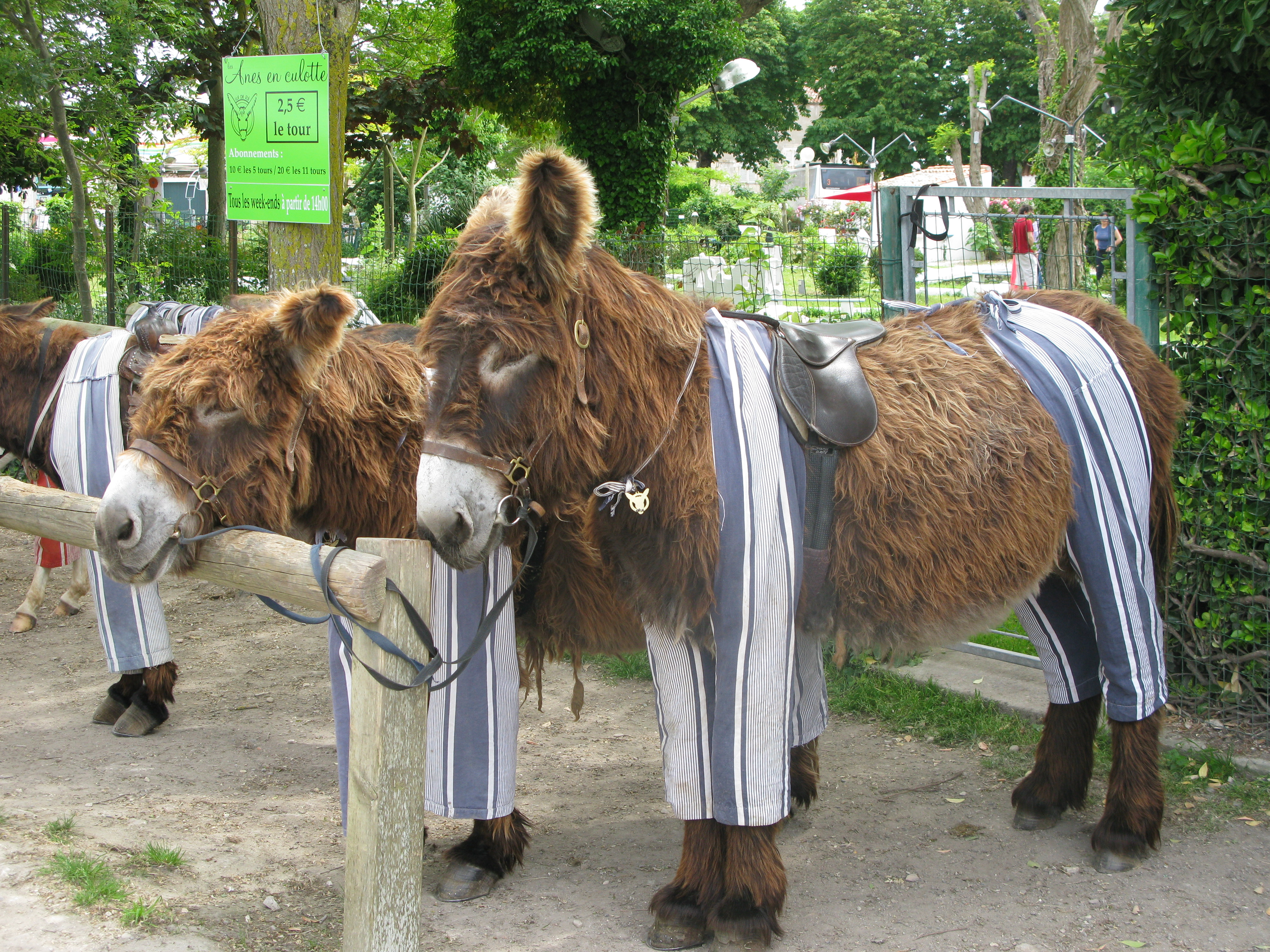
Осел в штанцях радує дітей у парку Барбет в Сен-Мартен-де-Ре.

Острів має багату й своєрідну культуру. Осел в штанцях  є символом острова Ре. Такий костюм потрібен для того, щоб осла не кусали комарі на болотах.

### Легенди
В острівному фольклорі є цікаві легенди. За однією легендою, острів Ре з'явився внаслідок потужних підземних поштовхів, що поглинули романське містечко «Antioche» (Звідси зрозуміло походження назви «протоки Антіош»), після яких уціліли лише острови Ре і Олерон. Також подейкують, що руїни цього міфічного міста видно лише в гарну погоду. Незважаючи на міфічність цих переказів, капітан корабля, що зазнав корабельної аварії 1809 року біля мису Канкардон, стверджував буцім-то він бачив « бруковані вапняними плитками поверхні, які здалися йому залишками романських будівель». Крім цього, французький географ Елізе Реклю в своїй відомій праці Земля та люди. Загальна географія помістив місто Антіош поруч з Канкардоном. Але місцеві жителі мають приказку Коли Антіош з'явиться знову, Ре зникне .

### Вузькоколійка

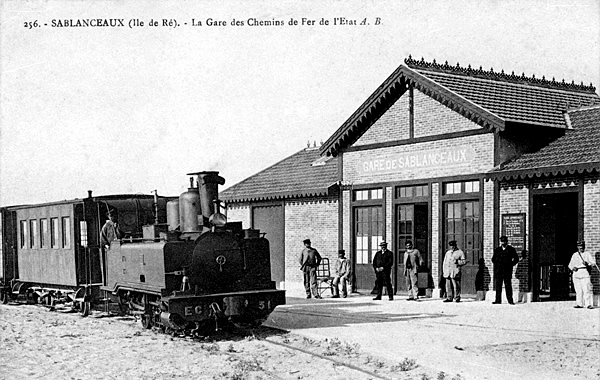
Потяг біля вокзалу Саблансо

Поїзд на острові з'явився 1877 року для перевезення вантажів та продукції виноробство. 1898 року відбулося її урочисте відкриття й для пасажирів. Лінія з'єднувала всі комуни, але не проходила через самі селища; вокзал де Луа знаходився за 4 кілометри від селища. З локомотивом Corpet-Louvet цей поїзд був дуже повільним, постійно спізнювався та іноді сходив з рейок та залишався популярним і навіть був своєрідним символом острова.
Після того як в 1934 році на острові Ре з'явилися автобуси та таксі, з наступного року поїзд перестав курсувати. Під час Другої світової війни німецька будівельна Організація Тодта відновила рух поїзда. Після війни поїзд вцілів, і незабаром його переробили в автомотрису. Однак, його існування було не довгим та незабаром залізничну гілку розібрали. Велика частина сучасних велосипедних доріжок острова прокладена якраз на місці колишніх залізничних колій.
До тепер збереглися деякі частини залізничної мережі: вокзал Арс біля порту, локомотивне депо, частина шляхів біля порту Сент-Мартен.

### Визначні місця

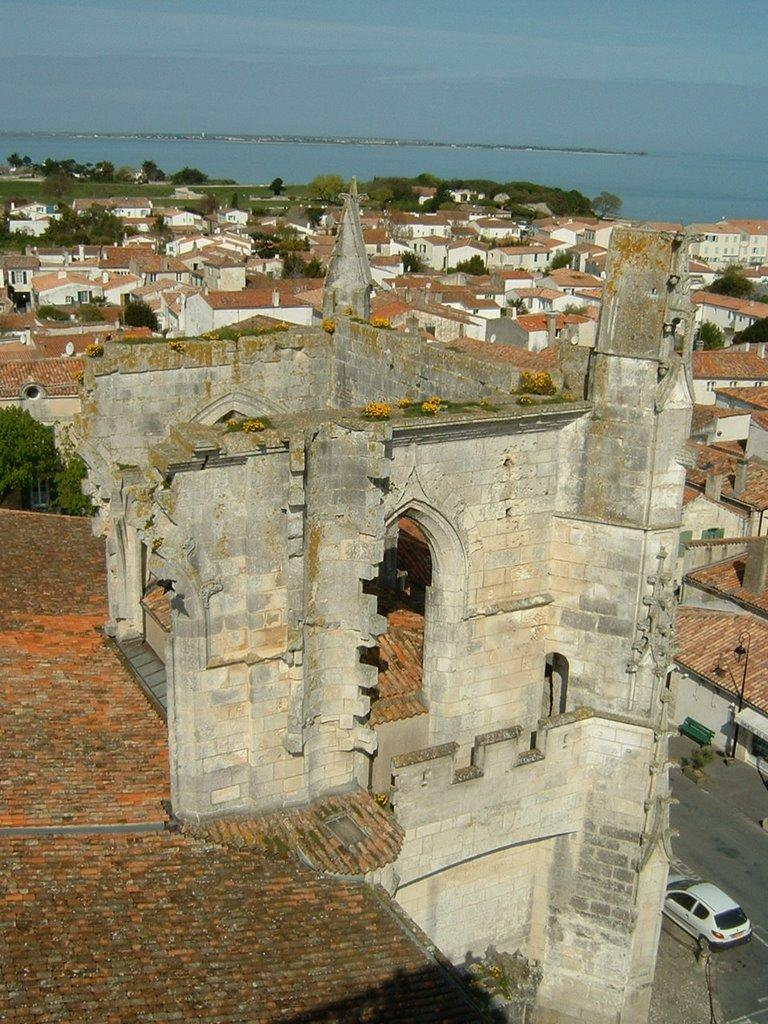
Руїни дзвіниці церкви Сен-Мартен

На острові Ре розташована велика кількість визначних історичних пам'яток. Туристів приваблює маяк Бален, споруджений 1853 роуц, на західному краю острова. Висота маяка 57 метрів, а видимість сягає 39 кілометрів. Біля нового маяка розташований старий, нижчий маяк, побудований у часи Вобана в 1682 році. На острові є й інші монументи Вобана, в Сен-Мартен-де-Ре, занесеному до Списку Всесвітньої спадщини ЮНЕСКО, фортечні укріплення і два портали цитаделі, зведені для захисту від англійців, шпиталь, велика кількість каральних приміщень, пороховий склад; в Ла-Флоті знаходяться укріплення, названі Форт де Ла Прі, (перебудовані Вобаном), що датуються 1625 роком, а також два редути, один в Ривду-Плаж, інший — в Арс-ан-Ре.
Одна з найвизначніших пам'яток цивільної архітектури острова — Отель де Клерже, що розташований в Сен-Мартен-де-Ре. Ця будівля була споруджена в XV столітті і зараз тут розташований Музей Ернеста Коньяк. У місті є багато гарних старовинних будинків, які вже присутні на рельєфному плані епохи Людовика XIV.
Серед сакральних пам'яток необхідно відзначити церкву XV століття Сен-Етьєн в Арс-ан-Ре, вежа якої колись була орієнтиром для рибалок. Також можна згадати церкву в готичному стилі Сен-Мартен в Сен-Мартен-де-Ре. Її сплюндрували під час французьких релігійних воєн та потім частково відновили. Церква Святої Марії зберегла свою вежу XV століття. А біля Ла-Флотт знаходяться величні руїни Цистерцианського абатства, побудованого в XII столітті. Решта каплиць та церков острова Ре мають типову споруду.
Живописні вулиці та провулки утворюють традиційне сприйняття острова Ре.
Культурна спадщина представлена в експозиції музею Будинок Платіні [Архівовано 10 лютого 2009 у Wayback Machine.] в Ла Флоті (макети кораблів, постановки, костюми).